# Gundel étterem
Az 1894-ben épült Gundel étterem Budapest egyik legismertebb étterme. A hungarikumok listáján 2014-től szereplő Gundel-ház a Városligetben a Gundel Károly út 4. szám alatt található. A 20. század hajnalán született, a magyar konyhaművészet úttörőjének számító, exkluzív étteremnek helyet adó Gundel Ház és a kertje túlélte a történelem viharait, két világháborút, gazdasági válságokat és az államosítás évtizedeit is. A Városliget megtartandó épületei között szerepel a Bagolyvár és a Gundel épülete is. A Gundel egyet jelent a magyar gasztronómia és a magyar vendéglátás történetével, ezért a privatizációja óta minden üzemeltetője zászlajára tűzte az étterem gasztronómiai megújítását és újra a magyar főváros egyik kulináris fénypontjává válásának ígéretét, amit mindig más okból, de még senkinek sem sikerült valóra váltani. Ez talán azzal függ össze, hogy Gundel Károly nem menedzser volt, vagy befektető, hanem neki és Rehberger Elek konyhafőnöknek a Gundel Étterem volt az élete.

## Története

### Wampetics étterem
Az 1860-as években a Városligetben, az Állatkert alapításakor elhatározták, hogy a kert területén egy vendéglőt is létesítenek. Az étterem az utca felől is fogadott vendégeket. A vendéglő első bérlője Klemens János volt. A Fővárosi Állat- és Növénykert 1888 decemberében szerződést kötött Wampetich Ferenc vendéglőssel az étterem mai területére, aki ott 1889-ben vette át a Klemens Vendéglő bérletét.

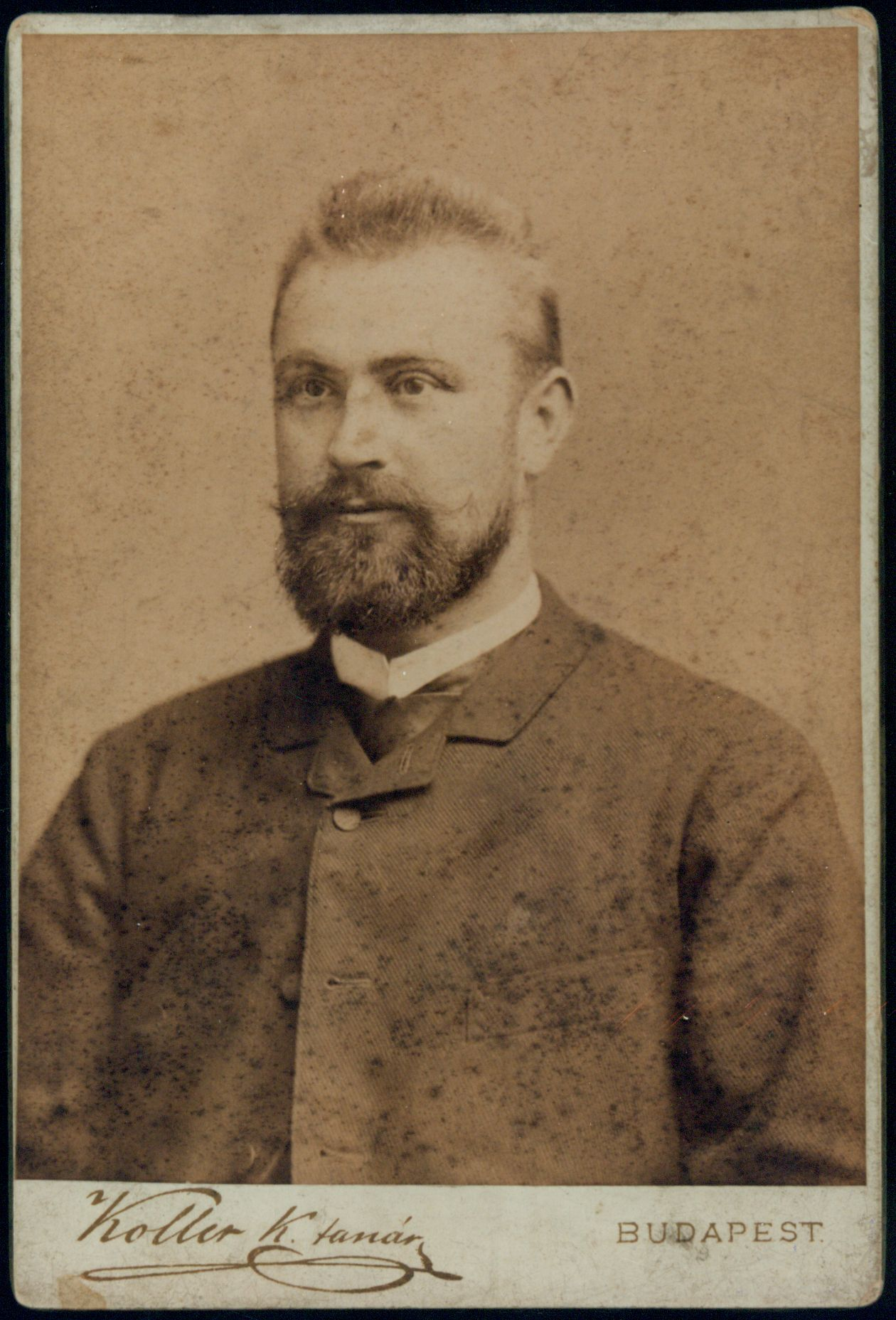
Wampetich Ferenc a századfordulón

Később az Állatkert alacsony bérleti díj ellenében, annak fejében, hogy a vendéglős saját költségén felépít egy új épületet, meghosszabbította vele a szerződést. Így hát 1894-ben Zrumetzky Dezső tervei alapján felépült a ma is meglévő vendéglő épülete a régi helyén.

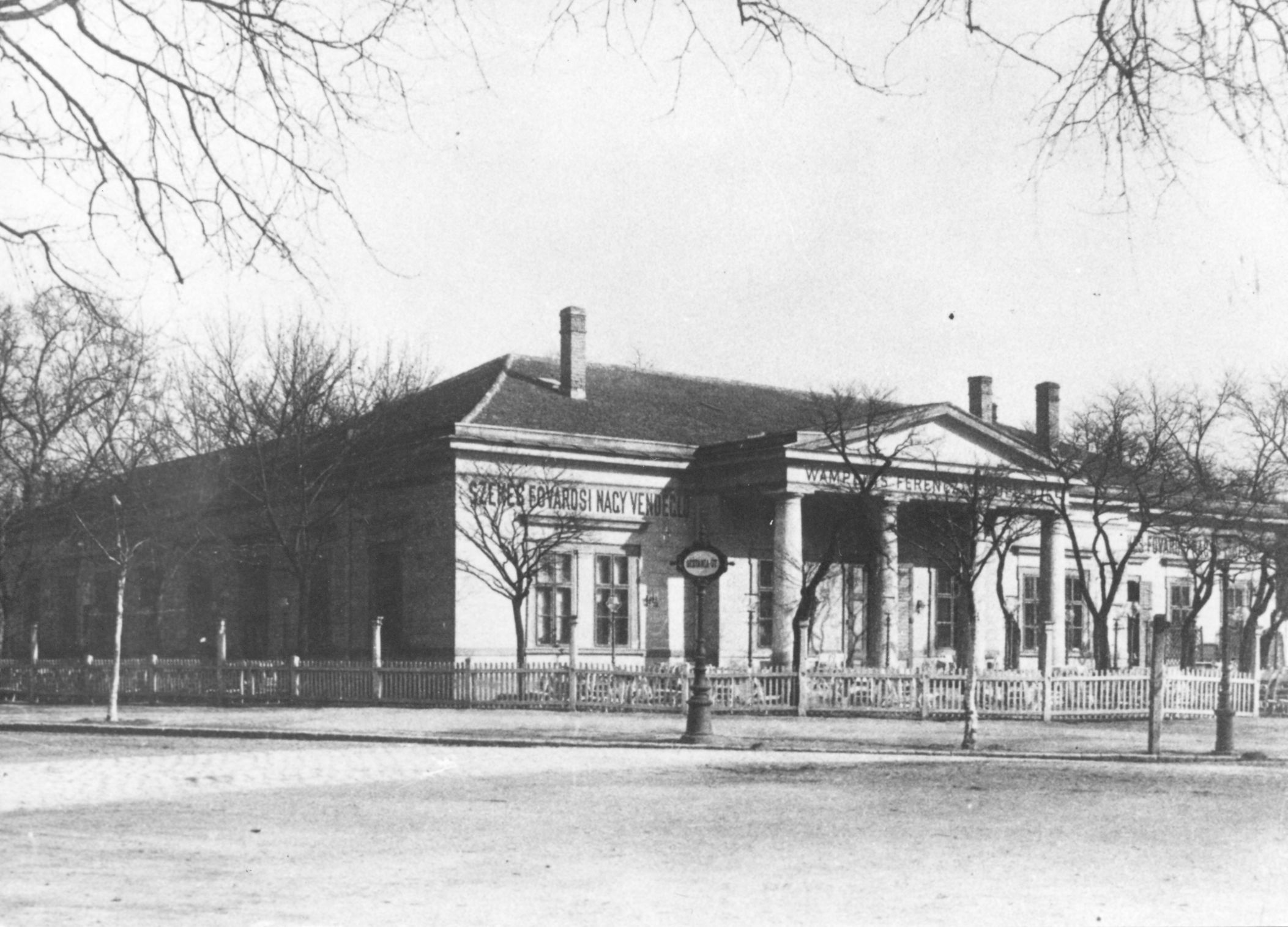
Az eredeti Wampetics vendéglő épülete a Városligetben 1890-körül

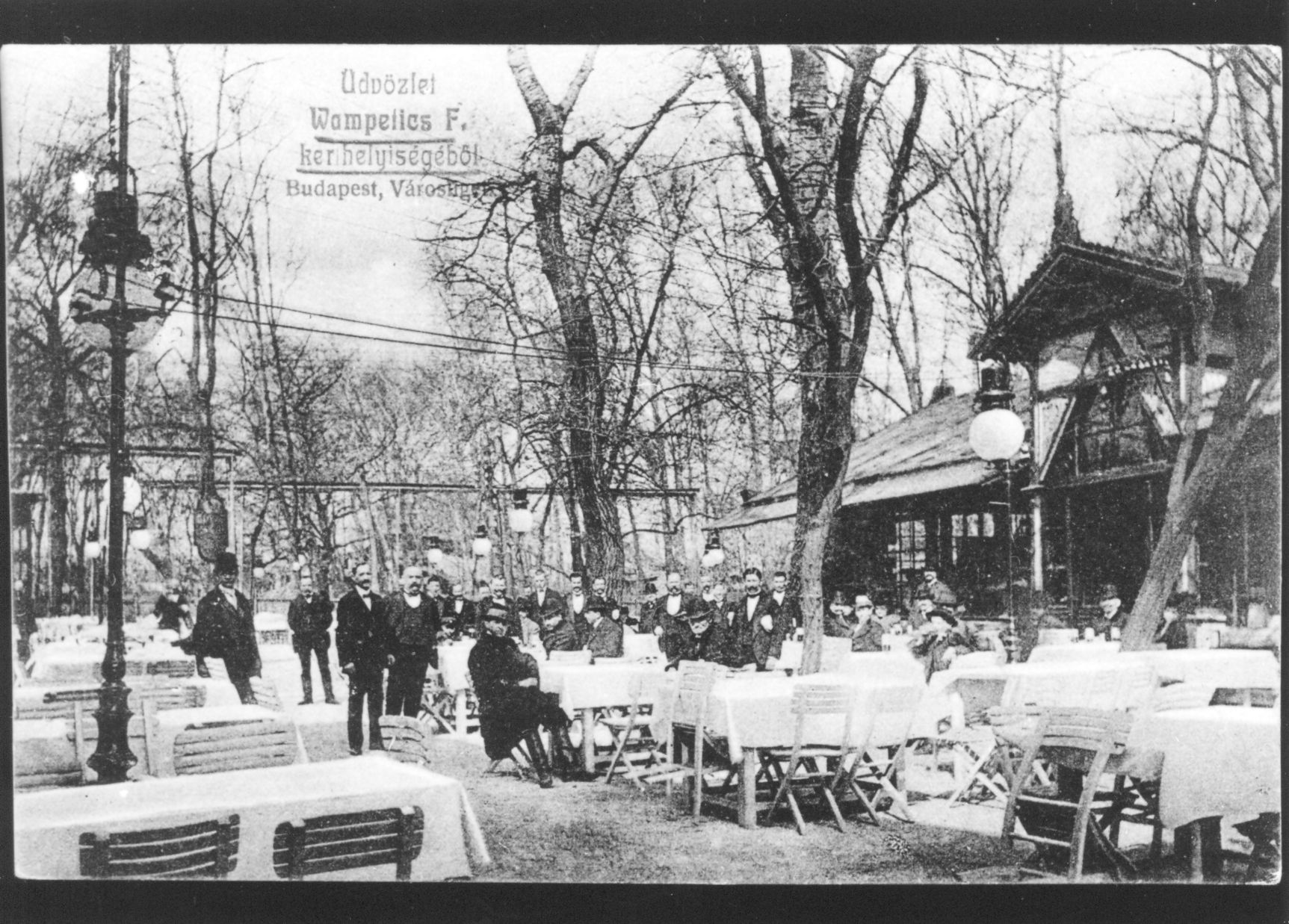
A Wampetics kerthelyisége 1905-ben

Wampetich a vendéglőt az 1896-os millenniumi ünnepségekre, Bauer Ervin építésszel átépíttette. A „Wampetich” név fogalommá vált Pesten és az egyik legnépszerűbb, orfeumi dalban is említett vacsorázó helye lett, irodalmárok, politikusok, művészek asztaltársaságai jártak a vendéglőbe. Ekkoriban született meg a Wampetich levesében Podmaniczky Frigyes elé tálalt légy humoros anekdotája is. Krúdy Gyula író így emlékezett meg a Wampetichről Régi pesti históriák című művében: „Pest szép, okos, kedves és szeretetreméltó város volt már akkor is, de a legnagyobb tekintélye a Wampeticsben mégiscsak az oroszlánkülsejű Szilágyi Dezsőnek volt, aki amellett igazságügyminiszter is volt az országban. És a pecsétőrség mellett: vívóbajnok.”

### A Gundel dinasztia

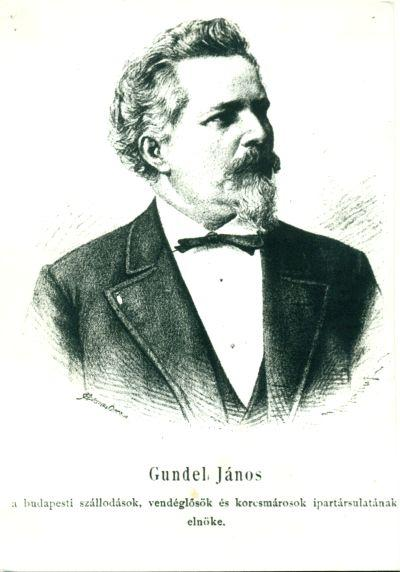
Gundel János 1876-tól 1911-ig a Budapesti Szállodások és Vendéglősök Ipartársulatának elnöke

Gundel János (Johann Adam Michael Gundel) 13 évesen, 1857-ben Bajorországból költözött Budára, aki kisvendéglőkben kezdte pályafutását. Majd 25 éves korára megnősült és megnyitotta első éttermét, a Bécsi sörházat. Tisztségviselője volt az Állandó Borvizsgáló Szakértő bizottságnak, a Vendéglős Szövetségnek és a Budapesti Kávés Ipartársulatnak is. Nevéhez fűződik a híres bécsi szelet elterjesztése és megjelenése a budapesti éttermek kínálatában. 1876-tól a Szállodások és Vendéglősök Ipartársulatának elnöke.
A dinasztia alapítója élete végéig a vendéglátásban dolgozott. Mikszáth Kálmán író így jellemezte: „Úgy vezette dolgait, mintha nem is fizető fogyasztókat fogadna helyiségeiben, hanem szívesen látott kedves vendégeket, akiknek jóvoltáról gondoskodni nem üzlet, hanem magyaros vendégszeretet.”
Gundel János fia, a szintén sikeres vendéglős Gundel Károly az István Főherczeg szállóban töltötte “inaséveit”, ahol atyjához hasonlóan kezdetben pikoló fiúként dolgozott, majd 1907 februárjában megnősült. Felesége, Blasutigh Margit partnerévé vált az üzleti és a magánéletben is. Tizenhárom gyermekük született. Közülük Ferenc és Imre folytatta a család vendéglős hagyományait.
A magyar történelemben még igen nagy művelődéstörténeti terület hever kiaknázatlanul, márpedig népünk múltjának teljes és tökéletes megismerése megmunkálásuk nélkül hiányos. Ilyen terület, más egyebek között, a magyarság konyhája, étkezésének elemei, főzési babonái, valamint asztali szokásai. A tudomány ezen rögös területének művelése elméleti célunk: felkutatni és egybegyűjteni a magyarság ősi életéből máig a napi és az úri étkezés módját, tartalmát, köznapi és ünnepi asztali szokásait, nemkülönben a magyar főzés módjait és készségeit, tárgyi emlékeit. 

### A Gundel étterem születése

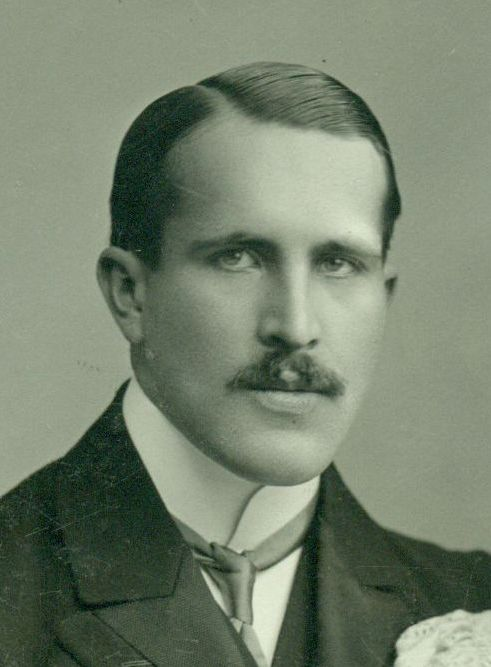
Gundel Károly (1907)

Wampetics Ferenc egyfelől idős korban lévén, a népszerű városligeti étterem modernizálását, a megnövekvő forgalmat és a velejáró fáradalmakat és költségeket már nem vállalta, másfelől utódjául szánt Ferenc fia súlyosan megbetegedett és 1911. nyarán, alig 32 évesen el is hunyt. A „Wampetics”-et 1910-ben Gundel Károly vette bérbe a fővárostól és átnevezte a „Gundel” névre. Wampetichnek 1926-ban bekövetkezett haláláig életjáradékot fizettek. Ekkor hozta létre a Meinhardt család az Angolparkot is, a Vidámpark elődjét. Így írt Tavasz a Városligetben című cikkében a vendéglő átalakulásáról a Vendéglősök Lapja 1911. június 20-án: „A nagy udvari és kerti helyiségekben pompás pavillonszerü födött helyiségek épülnek, melyek amellett, hogy a nyári melegben kellemes hűvöst nyújtanak, a szabad levegőnek is szabad teret engednek.”

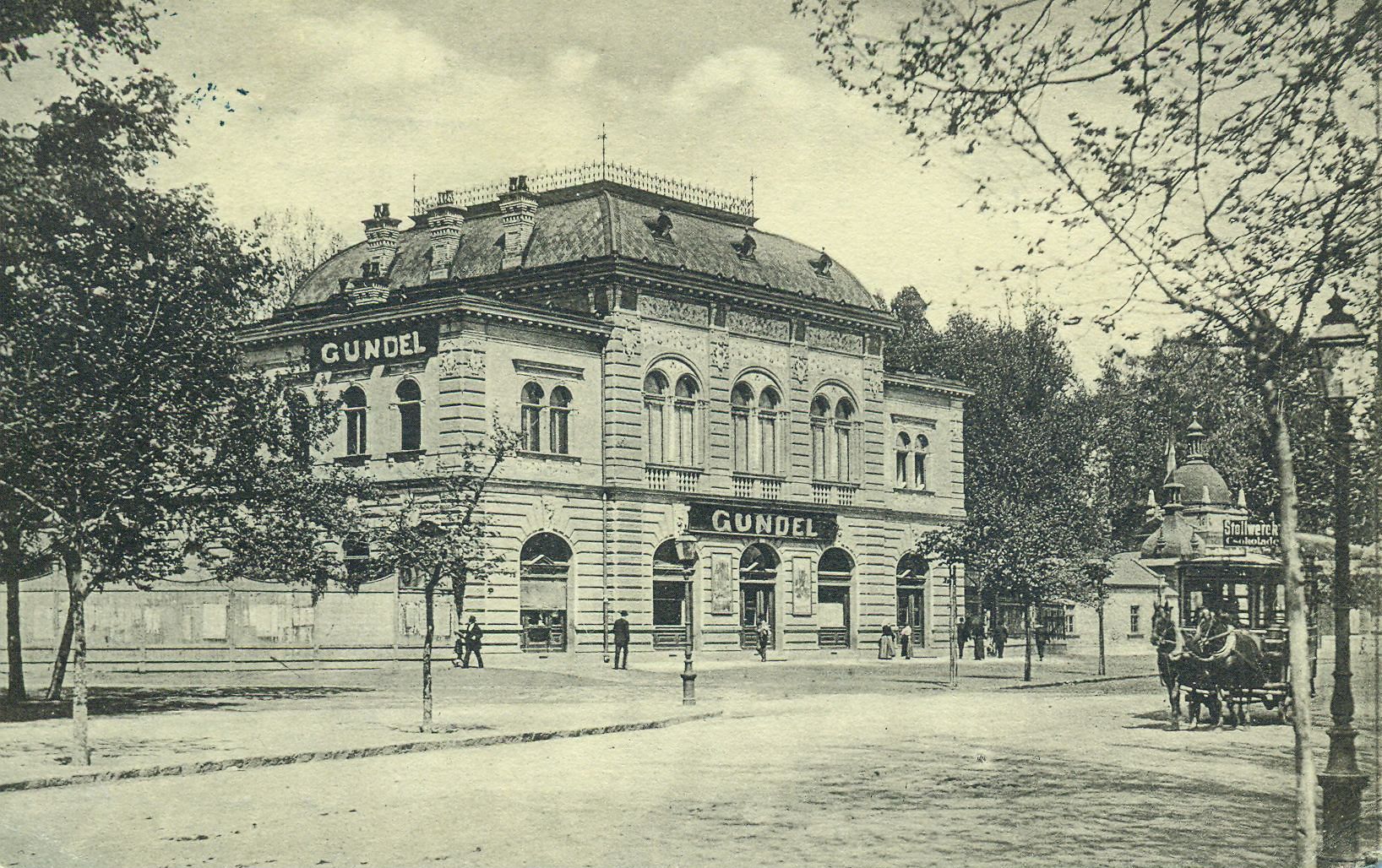
Az épület az első világháború alatt (1916)

Az étterem épülete soha nem került a család tulajdonába, mert azt csak bérelték a fővárostól. A földszinten a vendéglőnek helyet adó épület emeleti szintje a Gundel család otthona volt. Gundel Károly később a Gundel vendéglő szomszédságban, családi jellegű éttermet nyitott az Állatkert látogatói számára. A Kós Károly által tervezett, Bagolyvár étteremnek nevezett vendéglő helyén, hajdan egy zegzugos faépület emelkedett. A sikeres vendéglők üzemeltetése mellett Gundel Károly vállalkozása 1925-től a Royal szálló, 1927-től pedig a Gellért szálló éttermét is üzemeltette. Gundel Ferenc és Gundel Katinka a Gellért szállóban volt, míg Gundel Károly a Gundel éttermet irányította. Az alapítók szakmai öröksége és a Gundel-család által irányított városligeti bérelt étterem komoly hazai és nemzetközi gasztronómiai elismertségre tett szert. 1939-ben az ifjú Gundel Károly étterme lett a New York-i Világkiállítás magyar pavilonjának hivatalos étterme.
A Gundel-vendéglő nagyobb, jobb hírverés Budapest számára, mint egy hajórakomány turistaprospektus.

#### 1930-as évek

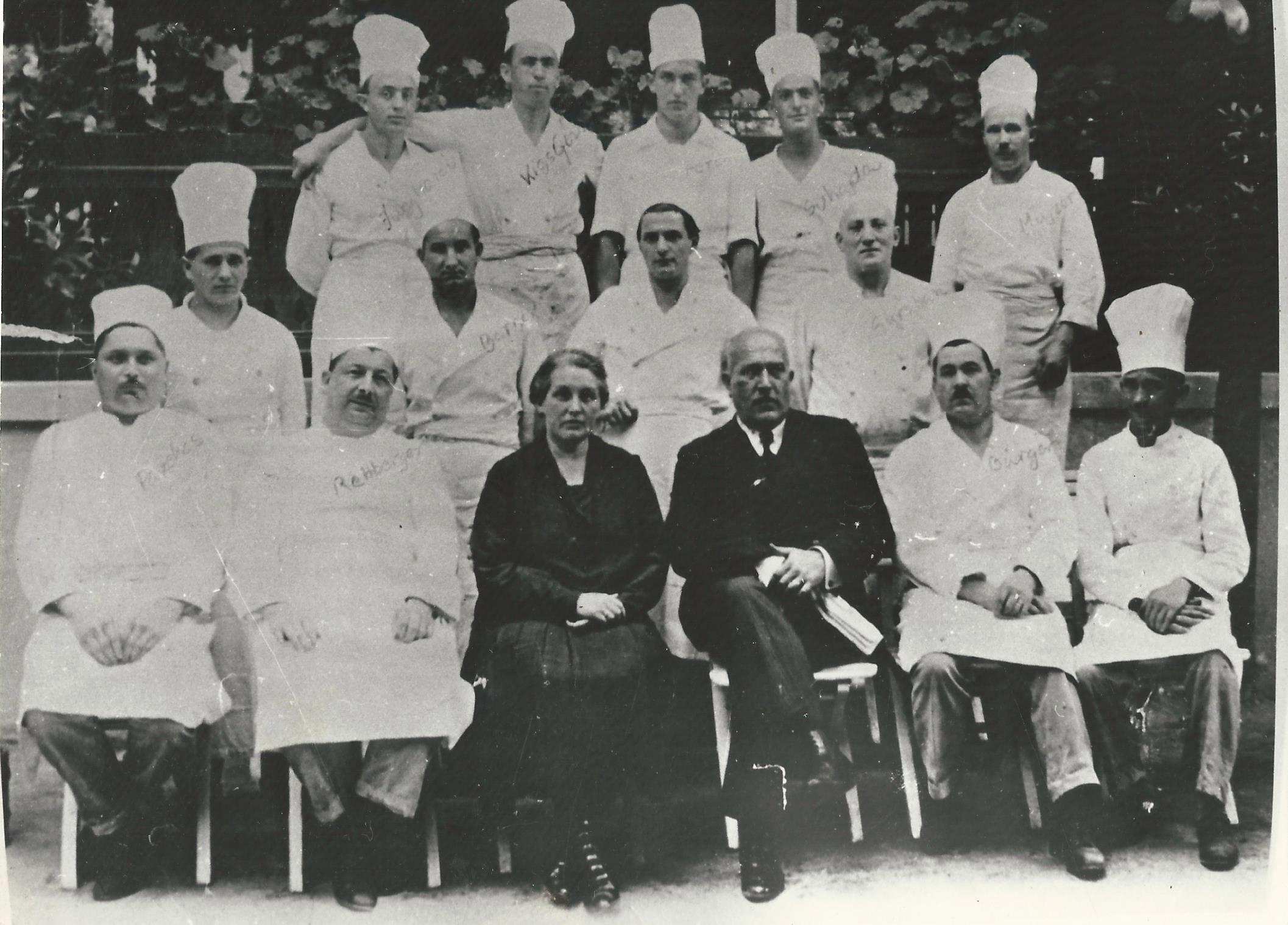
A konyha "aranycsapata" 1937-ben

Gundel városligeti, Royal- és Gellért szállóbeli éttermei az 1930-as évekre gasztronómiai szempontból már etalonnak számítottak. A városligeti étterem konyháját 1932-óta Rehberger Elek, a Gellért éttermének konyháját 1933-tól Rákóczi János vezette.
Ebben az időszakban tanult és dolgozott az étteremben Victor Sassie, aki később Londonban nyitott magyar éttermet Gay Hussar néven.

#### III. Viktor Emánuel olasz király látogatása
Viktor Emánuel olasz király 1937-es látogatása során a Székesfehérváron tartott állami bankettre a Gundel telepedett ki és szolgálta fel az ételeket.

#### A New York-i világkiállítás

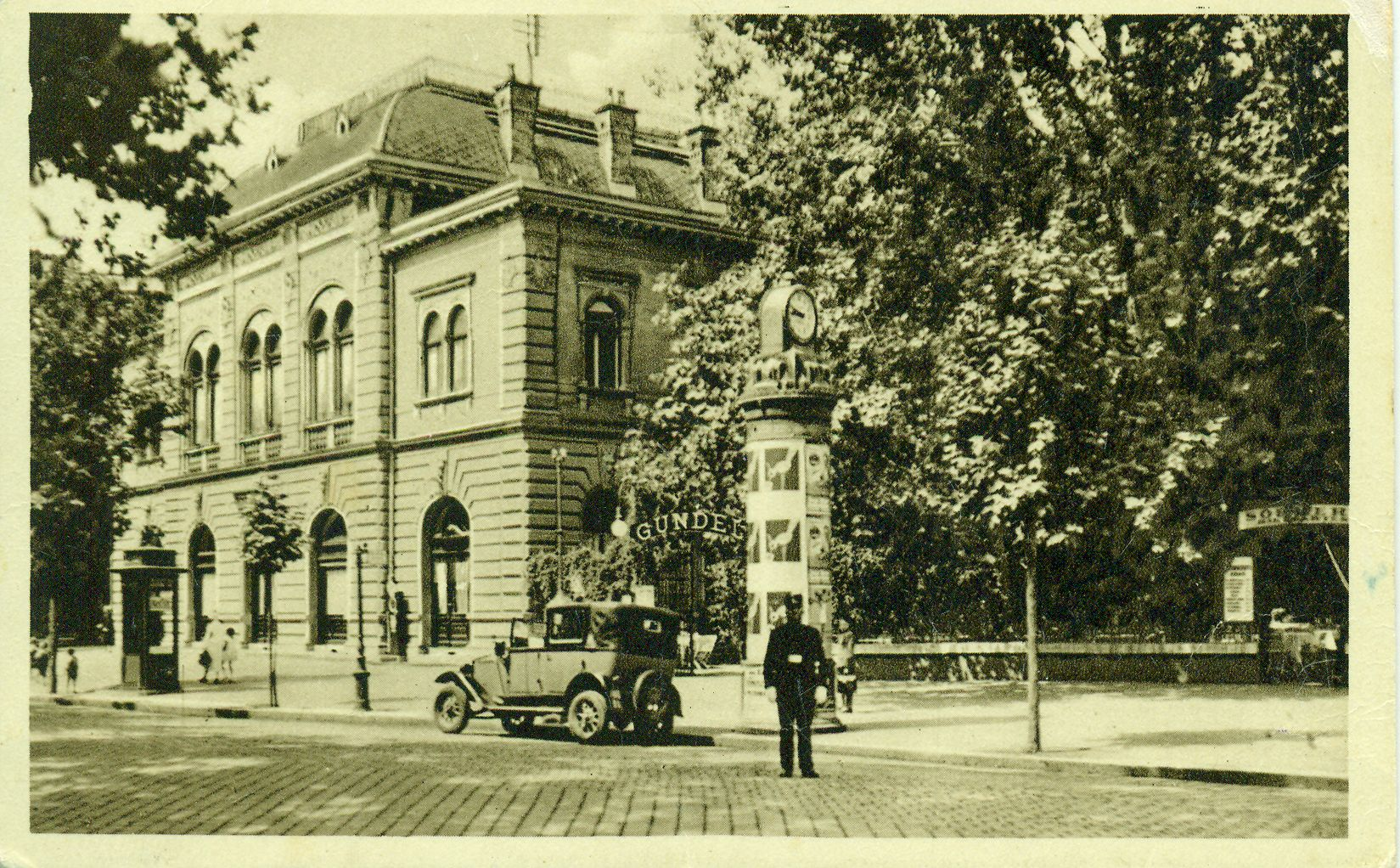
A Gundel épülete 1935-ben

Az 1939-es New York-i világkiállításon Gundel Károly üzemeltette a magyar pavilon éttermét. Ragaszkodott a hazai nyersanyagokhoz, egy évvel a világkiállítás előtt hajóval kiküldött magokat és a New York környéki farmerek termesztették a magyar paradicsomot, paprikát és más zöldségeket. A korabeli fotókon látható, hogy az emeleti étterem és a pavilon közötti lépcsőn ültek is az emberek, hogy bejussanak Gundelhez.

### A második világháború után
A második világháborút követően 1949-ben államosították az éttermet és átnevezték Május 1. étterem-re, majd szinte az összes többi államosított étteremmel ill. szállodával együtt a Központi Vendéglátóipari Tröszthöz került, melynek Venesz József volt az igazgatója. Rövid idő után visszakapta korábbi nevét és a továbbiakban már ezen a néven működött. Nagy népszerűsége töretlen maradt, ami annak is köszönhető, hogy a konyhafőnök az a Rehberger Elek maradt egészen 1957-ig, aki már 1932-óta vezette a konyhát, majd egy ideig utódai, mint Siska József, vagy Dózsa György is a régi Gundel "családból" kerültek ki. 
Az 1950-es években a legnívósabb vendéglőknek is kötelezően biztosítaniuk kellett üzemi étkezési lehetőséget, legalább kétfajta menüvel. Az ekkor elindult folyamat tömegétkeztetéssé fokozta le a gasztronómiát.
Az éttermet 1958-ban bezárták és Gregersen Hugó tervei alapján felújították. Az emeleti lakást ekkor alakították exkluzív rendezvénytermekké. A reprezentációs terem freskóját Ősz Dénes festette. 1959 nyarán az étterem újra nyitva állt.
A szocializmus évtizedei alatt a Gundel konyhája főzött és személyzete szolgált fel a követségek és kereskedelmi kirendeltségek fogadásain, a május elsejei és egyéb pártállami ünnepségek bankettjein, a színházakban rendezett díszelőadásokon és a különvonaton, hajón, vadászatokon szervezett fogadásokon is. Pár Gyula mesterszakács visszaemlékezése szerint az állami vadászatokon sohasem az ott éppen elejtett vad került az asztalra. „Ott nem az volt, hogy na, majd lőnek valamit, és abból majd csinálunk valamit. Hanem itt legtöbbször, ha volt egy szarvaspástétom vagy vadsertéspástétom vagy fácángalantin vagy valami, akkor ezeket már a Gundelban elkészítettük (…) nem volt szabad, hogy golyó vagy sörét legyen az ételben, és ezért hálós fácánokat dolgoztunk föl, hogy ne legyen benne sörét – ez esztétikailag is, meg hát politikailag is kényes lett volna, és ezeket mind mi vittük, és csak ott föltálaltuk. Az ötvenes évek végétől a Gundel zenekart a korszak leismertebb prímásai vezették. 1963-ban ifj. Lakatos Tóni irányította az együttest.” A világhírű Lakatos dinasztia tagja, Lakatos Sándor Liszt Ferenc-díjas cigányprímás 1965-1972 között a vendéglőben muzsikált.
1972-ben ismét bezárták és a Gellért-szállóhoz csatolták az éttermet, hogy az Állatkert rekonstrukciója keretében ezt is felújítsák és korszerűsítsék. Az újjáépítés 200 millió forintos költségét a HungarHotels vállalat saját maga fedezte. A munkálatokra egy kisszövetkezet és 22 alvállalkozó kapott megbízást, akik a HH saját karbantartó részlegével hét év alatt végezték el azt. Az 1980-ig elhúzódó munkálatok alatt a háború óta romos állapotban lévő Bagolyvárt is helyreállították és egy új épület felhúzásával a HungarHotels vállalat központi élelmiszerlaborjának is helyet biztosítottak. Teljes tolmács- és vetítőberendezéssel szerelték fel az emeleti kongresszusi termet. A szekcióülések, illetve kisebb létszámú társas ebédek-vacsorák céljára kialakítottak négy különtermet. Az emeleti helyiségek funkciója tehát konferenciák, bálok, egyéb kisebb-nagyobb rendezvények résztvevőinek befogadása lett. Konferencia esetén 250, egy-egy bál alkalmával 650 vendéget fogadhattak.
A Gundel a '60-as évektől a HungarHotels vállalathoz tartozott. A '80-as évek eleji osztrák szállodaépítések után (ekkor épült az Atrium Hyatt, a Forum, a Taverna, az Erzsébet, a Korona, a Flamenco, a Novotel és a Grand Hotel Hungária is) a vállalat egységeit u.n. gazdasági egységekbe szervezték. Így került a Gundel a Gerbeaud cukrászdával és az Alabárdos étteremmel együtt a dunaparti Forum Szálloda kötelékébe. A szálloda és az egység igazgatója Niklai Ákos, vezető konyhafőnöke (exekutív séf) Kalla Kálmán, exekutív cukrászfőnöke Mészáros László lett. Ezidőtájt az étterem konyhafőnöke az a Szabó István volt, aki Eigen Egon tanítványaként, ezt megelőzően Kalla Kálmánnal és Lusztig Tamással együtt Gullner Gyula helyettese volt a Duna Intercontinentalban.

### A rendszerváltás után
1990-ben a rendszerváltás után Ronald S. Lauder gasztronómiai író és újságíró, multimilliomos, aki édesanyja, Estée Lauder révén magyar származású és Láng György  az Egyesült Államok egyik első éttermi tanácsadó cégének alapítója, magyar származású üzletember szemet vetett a Gundel Étteremre. A Gundel névről a család végleg lemondott Ronald S. Lauder cége javára. Az étterem telke az Állatkert kezelésében és főváros tulajdonában volt.

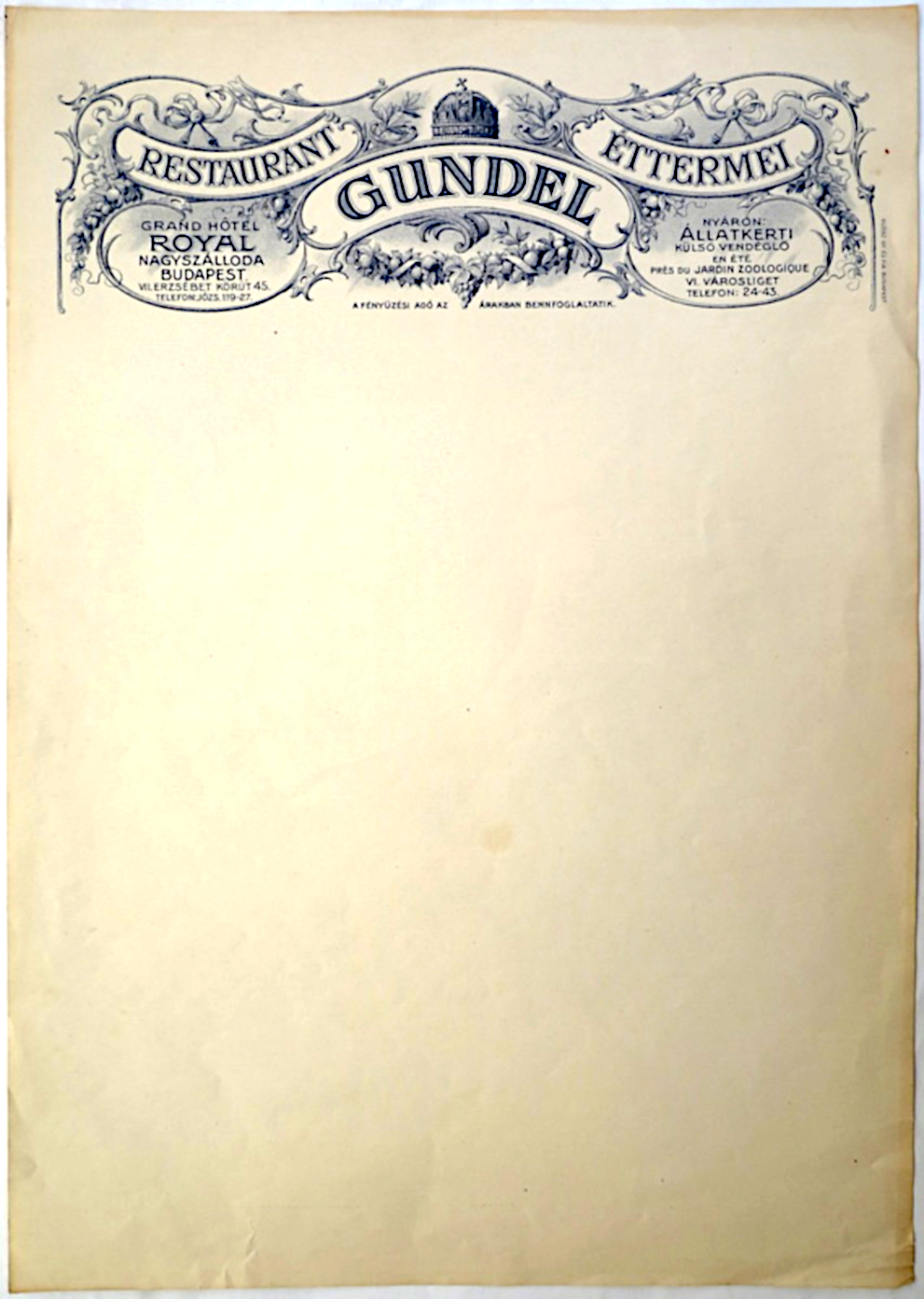
Muzeális étlappapír Szent Koronával. „A fényűzési adó az árakban bennfoglaltatik”

1991-ben a privatizáció során Láng György és Ronald S. Lauder megvásárolták az éttermet a fővárostól, majd 1991-1992 között felújították. Az étterem visszanyerte régi pompáját és az autentikus magyar gasztronómiai szemléletet. Láng a konyha vezetését az akkor a washingtoni magyar követség konyhafőnökeként szolgáló Kalla Kálmánra bízta. Az ételeket újra Zsolnay és ezüst asztalneműben szolgálták fel, tányérfedővel tálaltak, számos ételt az asztalnál fejeztek be, a vendég szeme láttára szeletelték a bárányt, filézték a tengeri halat. Makk Károly filmrendező szerint Láng György “A konyhaművészet polihisztora, aki remekül főz, hegedül, ír, rajzol, társalkodik. Amikor megnyitotta a Gundelt, meghívta néhány barátját az ünnepi vacsora próbakóstolására. A szakemberek elkezdték ízlelgetni az ételeket, s bennünket is megkérdezett, hogy miként lehetne a menüsort jobbá tenni. Az ételek a javaslatok hatására komoly változásokon estek át. Olyan volt ez, mint az első próba és a színházi premier közötti különbség”. Láng és Lauder a Bagolyvár vendéglőt is átalakította úgy, hogy a háziasságot hangsúlyozza és az étlap a helyi középosztály kedvenceit kínálja. Mint Lauder nyilatkozta “Amikor Budapestre érkezünk, feleségem elsőként mindig a Bagolyvárba akar jönni, hogy ehessen egy tökfőzeléket”. Láng György és Pálmai Tamás, a Magma XXI. Kft ügyvezetője 2000-ben megalapította a Gundel művészeti díjat, eleinte 10, majd 14 kategóriában adják ki a különböző művészeti ágak legjobbjainak, a díjat „Magyar Oscar”-nak is nevezik. Az először 2001-ben kiosztott díj átadó ünnepsége minden évben a Gundel étterem báltermében vagy kertjében történik.
A „Gundel” Budapest egyik legelegánsabb éttermévé vált, ahol cigányzenekarral, elegáns környezetben, egymástól kellő távolságra megterített asztalokkal várták a vendégeket a minőségi alapanyagokból alkotott gasztronómiai remekekkel.
1994-ben a Danubius Hotels Rt. és az LL Partners, LP társtulajdonosok lettek a világhírű Gundel éttermet és a kapcsolódó üzletágakat (Bagolyvár, Borvendéglő, Borpincészet Mádon és Egerben és a Gundel márkanévvel rendelkező termékek forgalmazása) üzemeltető társaságban.
Kalla Kálmán inkább tradicionális, konzervatív konyhát vitt, ami finomításokkal ugyan de a '80-as évek magyar csúcsgasztronómiáját idézte. Az eredeti Gundel receptek megújítását is ebben a szellemben végezte. A modern francia konyha (cuisine nouvelle) újításai és az új technológiák nem jelentek meg a Gundel tányérjain. 2006-ban nyugdíjba vonult és helyettesét Lackó Ottót javasolta utódjának, akit ki is neveztek a posztra. Az ekkor már jelentős befolyással bíró Danubius vezetői a választék modernizálását szerették volna, ezért egy évvel később Cseh Jánost bízták meg a feladattal, aki korábban a Hilton és a Hyatt konyhafőnökeként szerzett hírnevet. Ő nagy lendülettel látott neki a kínálat 21. századi trendeknek megfelelő megújításának, de a törzsközönség – finoman szólva – nem fogadta kitörő lelkesedéssel ezt. Cseh másfél év után távozott, és utódjaként Juhos József került a konyha élére. Cseh és Juhos idején a konyha személyzetében nagy volt a fluktuáció, ami főleg az utóbbi vezetése alatt nyomta rá nagyon az étterem teljesítményére a bélyegét.

### A Gundel megújulása a 2010-es években
A Danubius Hotels Nyrt. 2009. augusztus 4-én megvásárolta a Gundel Kft. kisebbségi tulajdonrészét az LL Partners, LP cégtől. 2014-ben adták át a gasztrokulturális intézmény felújított kerthelyiségét. A Gundel éttermet üzemeltető Gundel Kft. beruházásában a féléves felújítási munkálatok során a közel 2,5 ezer négyzetméteres kert, a megnövelt parkosított rész, a palota felső terasza és az étterem főbejárata is megújult. 

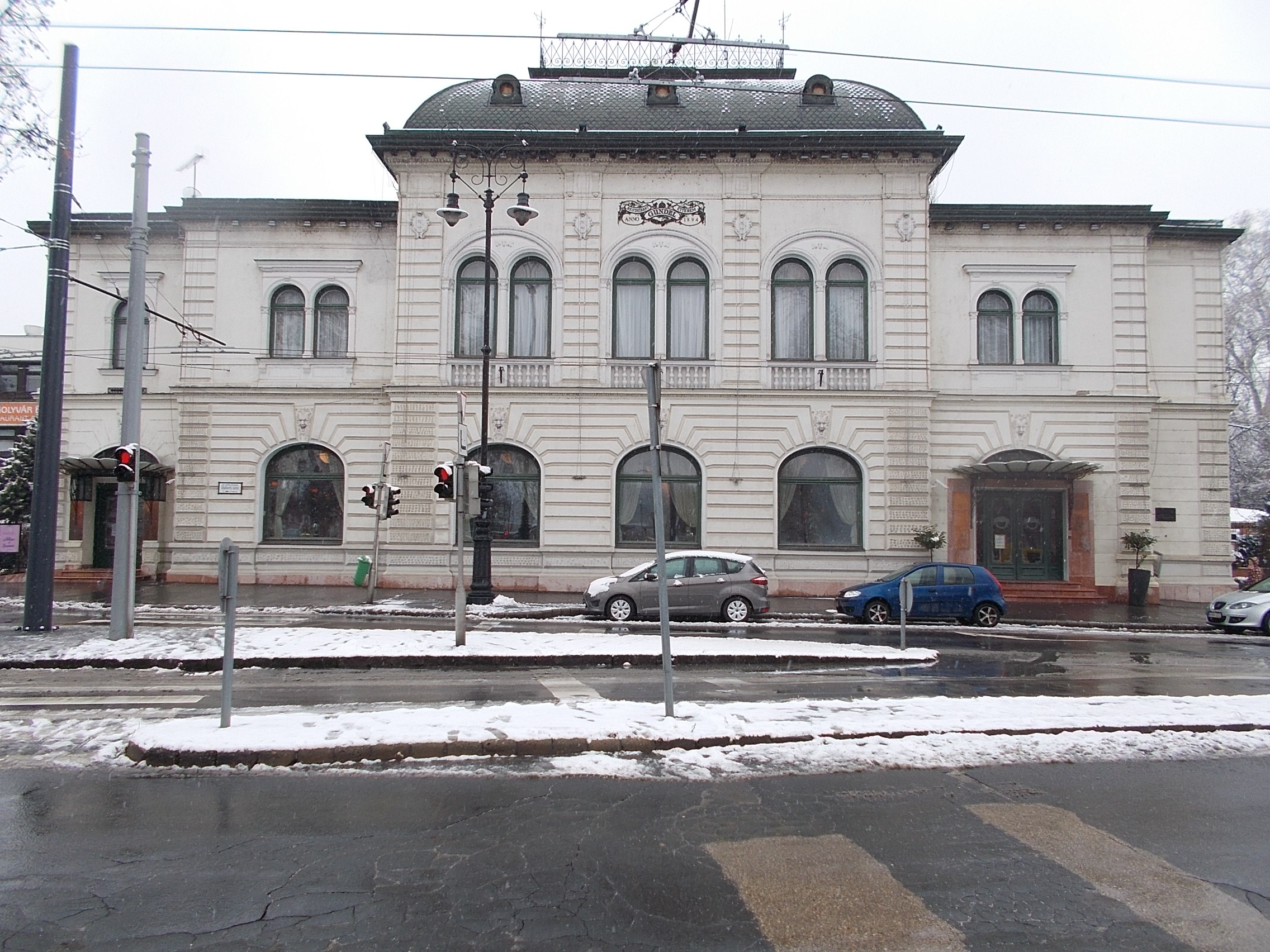
A Gundel étterem épülete 2018-ban

Az éttermet üzemeltető és 1990. július 25-én alapított, GUNDEL Éttermi, Borászati Termelő, Üzemeltető és Kereskedelmi Korlátolt Felelősségű Társaság (Gundel Kft.) egy többfunkciós kiszolgálókomplexum, amelynek 100 százalékban a Danubius Szálloda és Gyógyüdülő Nyrt. a kizárólagos tulajdonosa. Az étterem névadójának tiszteletére a Magyar Vendéglátók Ipartestülete 2014-ben Gundel Károly-díj néven szakmai díjat alapított. A díjban olyan személyek részesülhetnek, akik a magyar vendéglátás területén Gundel Károly életútjának és gasztronómiai munkásságának példaértékű követői.
2010-ben, hosszas keresgélés után a karibi óceánjárókról a Novotel Congress érintésével érkező Merczi Gábor Ákost találta az étterem vezetése alkalmas jelöltnek a konyha rendbetételére. Merczi helyreállította a munkamorált a konyhán és nyolc éven át hozta az inkább középszerű, de egyenletes minőséget. Szállodákban és óceánjárókon megszerzett gyakorlatát jól tudta kamatoztatni az új sales-csapat által felhozott catering vonalon is. Sajnálatos módon azonban nemcsak, hogy igazán különleges, szerzői csúcsgasztronómiát nem sikerült a Gundel konyháján megvalósítania, de működése idején egy kétes reklámszerepléssel még a Gundel hírnevét is sikerült megtépáznia. A jelentősebb étteremkalauzok a Gundelt ez idő alatt közepesre, vagy közepesnél gyengébbre értékelték.
2018 tavaszán Litauszki Zsolt a Magyar Gasztronómiai Egyesület és Magyar Bocuse d’Or Akadémia tagja, lett a Gundel étterem executive séfje. Ugyanebben az évben a 2014. óta ügyvezető Bándoli Attilát Peter Knoll váltotta a Gundel Kft. ügyvezető igazgatói posztján. A megújult és modernizált étterem a honlapján Litauszki Zsolt executive séf és Koór Kitti head sommelier ajánlásával azt ígérte, hogy „A Gundel meghajlítja a kulináris tér-időt: visszatérhet a boldog békeévekbe, amikor a főváros talán legvidámabb kiszögellésében boldogan habzsolta és élvezte az életet az úri középosztály.” Megőrízték a hagyományt, hogy az ételek Herendi, vagy Zsolnay porcelánon, ezüst evőeszközökkel kerüljenek tálalásra. A vendéglőben a Horváth Gyula által vezetett Gundel Orchestra játéka szórakoztatta a vendégeket, híres filmzenék, musicalek dallamai és a Gundelben tradicionálisnak számító, kávéházi cigányzene is felcsendült.
2019-ben a Gundel Kft. nyerte el egy komplex szolgáltatási kör ellátására kiírt pályázaton a megbízást a Miniszterelnökség menzájának üzemeltetésére, amely magában foglalta a teljes catering és a kormány protokoll eseményeinek gasztronómiai kiszolgálását is a kormány új székhelyén, a Budai Várnegyedben. Peter Knoll ügyvezető igazgató a 24.hu hírportálnak adott exkluzív interjújában azt nyilatkozta a szerződésről, hogy „A Gundel számára a profit a rendezvénycateringen van. Ha csak a menzára írták volna ki a pályázatot, nem indultunk volna el rajta.” A közvélemény által vitatott menzai árakat illetően pedig azt nyilatkozta, hogy "a Karmelita menza egy önkiszolgáló étterem, ennek megfelelő adagokkal. Ez így mind együtt indokolja az árkülönbséget." Ezt az eredetileg 5+5 évre kötött szerződést 2020. decemberében közös megegyezéssel felbontották.
2020. februártól Polyák Norbert lett a Gundel étterem és a Bagolyvár étterem ügyvezető igazgatója és csatlakozott a Gundel vezetéséhez Asztalos Róbert üzletfejlesztési igazgató, aki korábban a budapesti New York Kávéház ügyfélkapcsolatait igazgatta.
2020. március 16-án a COVID19 világjárvány miatt bevezetett korlátozó intézkedések nyomán az étterem felfüggesztette működését. A zárva-tartás alatt, a bizonytalan jövő miatt, nyár közepén Litauszki Zsolt távozott a konyha éléről.
2021. januárjának végén jelentették be, hogy az étterem üzemeltetését a New York Palota gasztronómiájáért is felelős Eventrend Group veszi át és az exekutív konyhafőnöki pozícióra a csoport vezető konyhafőnökét Wolf Andrást nevezték ki, aki Bíró Lajos tanítványából lett a Boscolo NewYork Palota konyhafőnöke.
Az újranyitásra még közel egy évet kellett várni. Ezalatt az idő alatt kisebb ráncfelvarrást végeztek az épület belső terein és az új F&B koncepció mentén kávéházi elemekkel bővítették a vendégteret. Az operatív konyhafőnöki feladatokat a fine-dining világába az Onyx konyhájáról induló, immár Japánból hazatért Moldován Viktor vette át, aki elődeihez hasonlóan a Gundel klasszikus receptjeit vette alapul a Wolf Andrással közösen összeállított étlap kialakításánál. Vacsoraidőben újra szól a cigányzene, ezúttal a Czinka Panna női cigányzenekar jóvoltából.

## Konyhafőnökök
- Hofer József 1920-as évek
- Binder József 192?–1932
- Rehberger Elek 1932–1957
- Siska József 1957–1958
- Gács Ferenc 1959–1960
- Pásztorfi József 1960–1961
- Dózsa György 1961–1962
- Szabó István 1980–1991
- Kalla Kálmán 1992–2006
- Lackó Ottó 2006-2007
- Cseh János 2007–2008
- Juhos József 2008–2010
- Merczi Gábor Ákos 2010–2018
- Litauszki Zsolt 2018–2020
- Wolf András és Moldován Viktor 2021–

## Gundel étterem nevezetes vendégei
A Gundel étterem nevezetes vendégei voltak: II. Erzsébet brit királynő (1993), Bill Clinton amerikai elnök (1994), II. János Pál pápa (1996), Arnold Schwarzenegger (2018)

## Ételek
Elköteleztem magam amellett, hogy a szaktudásommal hozzátegyek a Gundel fejlődéséhez. Fontos a múlt. Anno Gundel Károly egy fedél alá hozta a hagyományt és az újítást. Ezt szeretnénk újraélni és megmutatni.

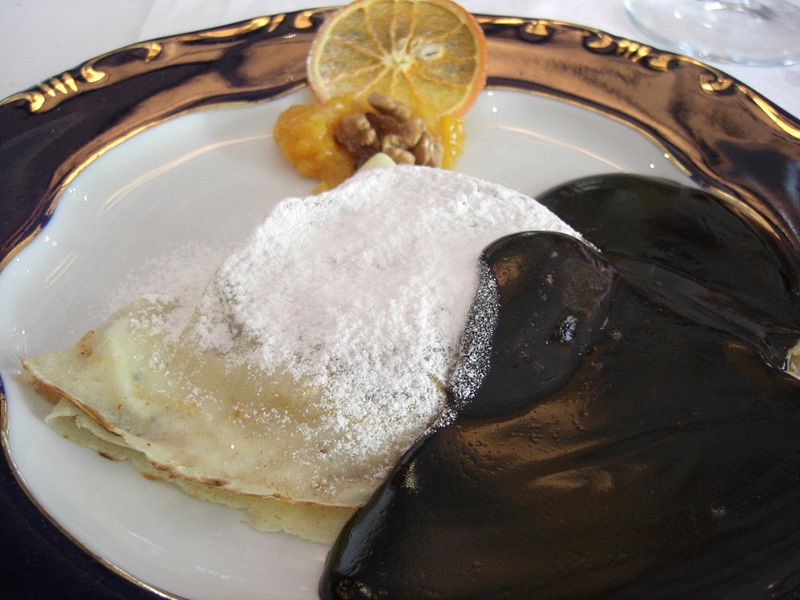
A kesernyés étcsokoládé öntettel tálalt Gundel-palacsinta receptje Márai Sándor feleségétől, Matzner Lolától származik. A lángoló csokiöntetet az asztalnál kanalazzák a desszertre

Gundel Károly vezetése alatt az étterem kínálatában elsősorban a magyar és a francia konyhaművészet ételei szerepeltek. Ezeken kívül voltak saját receptjeik is, amelyek közül a híressé vált, a desszertek királyának is nevezett, lángoló, flambírozott Gundel-palacsinta a legismertebb, amely azonban feltehetően eredetileg nem is Gundelék kreációja. Gundel Károlyt Márai Sándor író felesége, Matzner Ilona kínálta egyszer családjának egyik desszertjével, a dióval, mazsolával és cukrozott narancshéjjal töltött csokis palacsintával, s ezért egy ideig Márai-palacsintaként szerepelt a vendéglő étlapján. Az autentikus Gundel-palacsinta receptje Gundel Ferenc és Gundel Imre átdolgozásában, a Corvina Kiadó Kis magyar szakácskönyv című kiadványában jelent meg 1986-ban. Az éttermi változat felszolgálásánál a vendégek nagy része igényli a palacsinta lángoló tálalását.
A Gundel egyik büszkesége a somlói galuska, amelyet alkotója a fóti Somlyó-hegyről nevezett el, és egy piskótából készült, dióval, mazsolával, rummal ízesített, vaníliakrémes, csokoládés, tejszínhabbal díszített desszert. A feljegyzett gasztrolegenda szerint Gollerits Károlynak, a Gundel legendás főpincérének ötletéből született, és Szőcs József Béla, az étterem egykori főcukrásza alkotta meg először. A Gollerits–Szőcs cukrászati különlegességet Rákóczi János mesterszakács találmányával, a Rákóczi-túróssal együtt bemutatták az 1958-as Brüsszeli Világkiállításon is, ahol aranyéremmel díjazták. A desszert 2010-ben abszolút kedvenc lett egy internetes szavazáson.

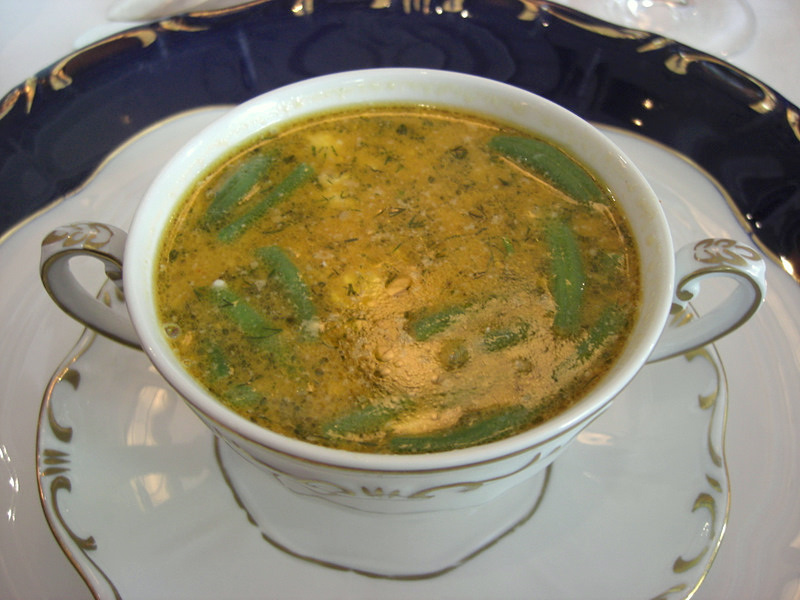
A ma ismert palóclevest nem Gundel János, hanem a fia, Gundel Károly alkotta meg

Az étterem séfjei és maga Gundel János és Gundel Károly is különleges fogásokat alkotott, némelyiket a vendégekről nevezték el. Gundel Károly megszelídítette a magyar konyhát. Így született többek között a Gundel-saláta, a Gundel-fogas, a Gundel-tokány, a Csekonics-saláta, a kocsonyázott tojás Munkácsy módra, az Újházi-tyúkleves, a Jókai-bableves, vagy a Feszty bifsztek. A Gundel klasszikus gasztronómiai különlegessége a libamáj, mely a híres francia konyha fontos alapanyaga és a Gundel étlapjának kezdetektől meghatározó szereplője. Ilyen fogás a Klasszikus Gundel-libarillette, az Aranymazsolás Gundel-libamájpástétom, a Cseresznyefán füstölt libamáj vörösboros aszalt szilvával. Ma az étterem étlapjának összeállításánál fő szempont, „hogy a több, mint 120 éves étterem kínálata a hagyományokat megőrizve, de a 21. századi gasztronómia trendeket is szem előtt tartva fejlődjön”.
„Gundel Károly gasztronómiai és vendéglátóipari öröksége és a Gundel étterem”, mint érték, a Hungarikum törvény 114/2013. (IV. 16.) Kormányrendelet a magyar nemzeti értékek és hungarikumok gondozásáról III. sz. mellékletének Hungarikum Bizottsághoz történő felterjesztésével és elbírálása által bekerült a Hungarikumok Gyűjteményébe.
2013-ban megjelent Gundel Károly születésének 130. évfordulójára a Gundel Szakácskönyv, amely a hagyományos Gundel fogások mellett az új kor innovációinak 70 receptjét tartalmazza.
Litauszki Zsolt séf a tradíciókat megtartó megújulás jegyében az étterem kínálatát bővítve a Gundel aktuális étlapján szerepeltette a Császármorzsát, és a Rácpontyot is. A 2007. június 9-én megjelent Kulináris Charta szerint a szakács szakmának kulcsszerepet kell játszania az étkezési kultúra ápolásában, a jó alapanyagok óvásában és népszerűsítésében, a közízlés fejlesztésében.
Wolf András és Moldován Viktor ismét a tradicionális megközelítést képviseli, ami ugyanakkor magas precizitással párosul. Ételkínálatuk a tradicionális Gundel ételek 21. századi, de nem feltétlenül újragondolt, inkább rekonstruált változatainak és modern fogásoknak a keveréke, amit immár reggeli, ebéd és főétkezések közötti kínálattal is kiegészítettek.

## Képek

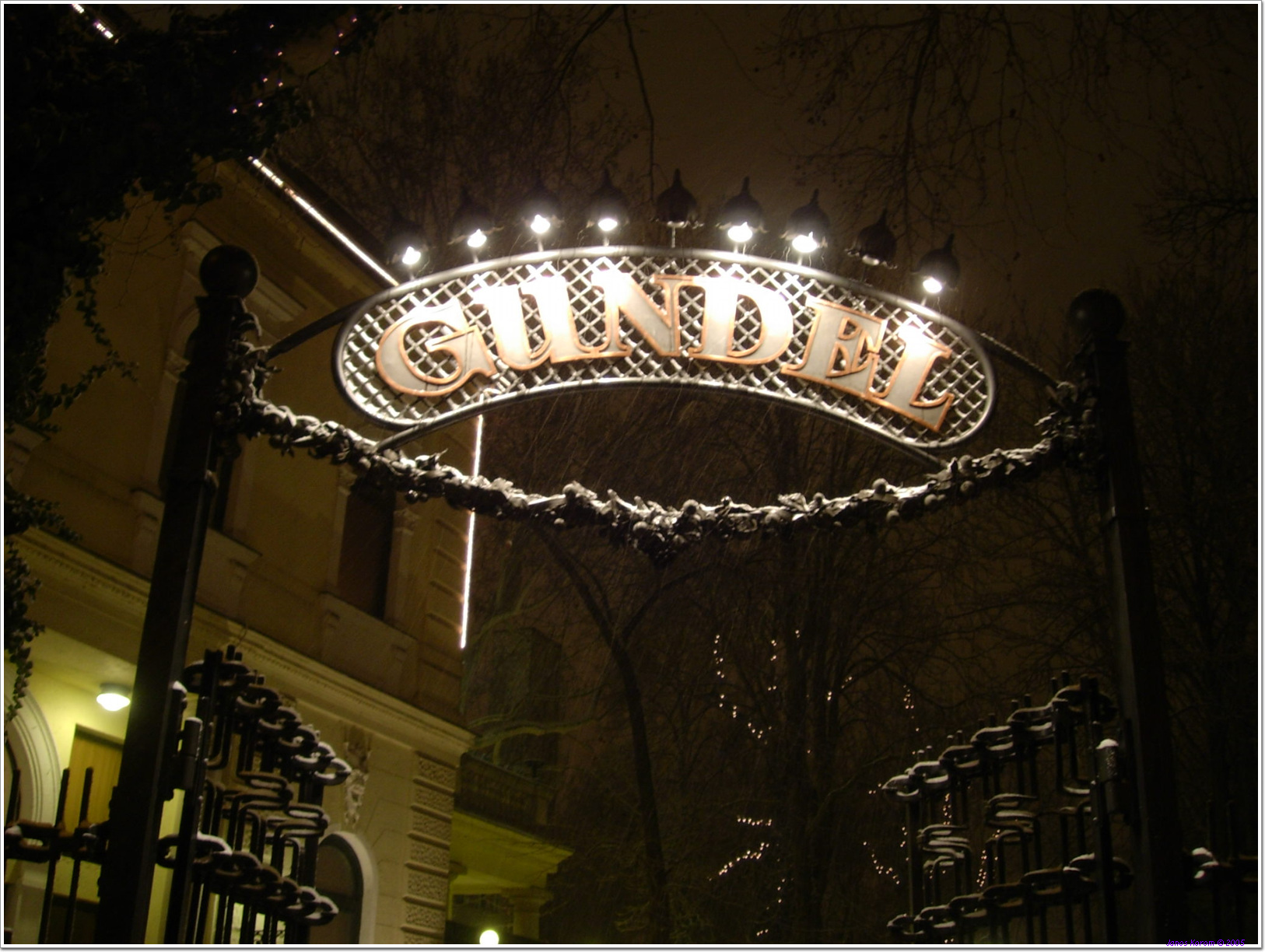
A Gundel-kert bejárata
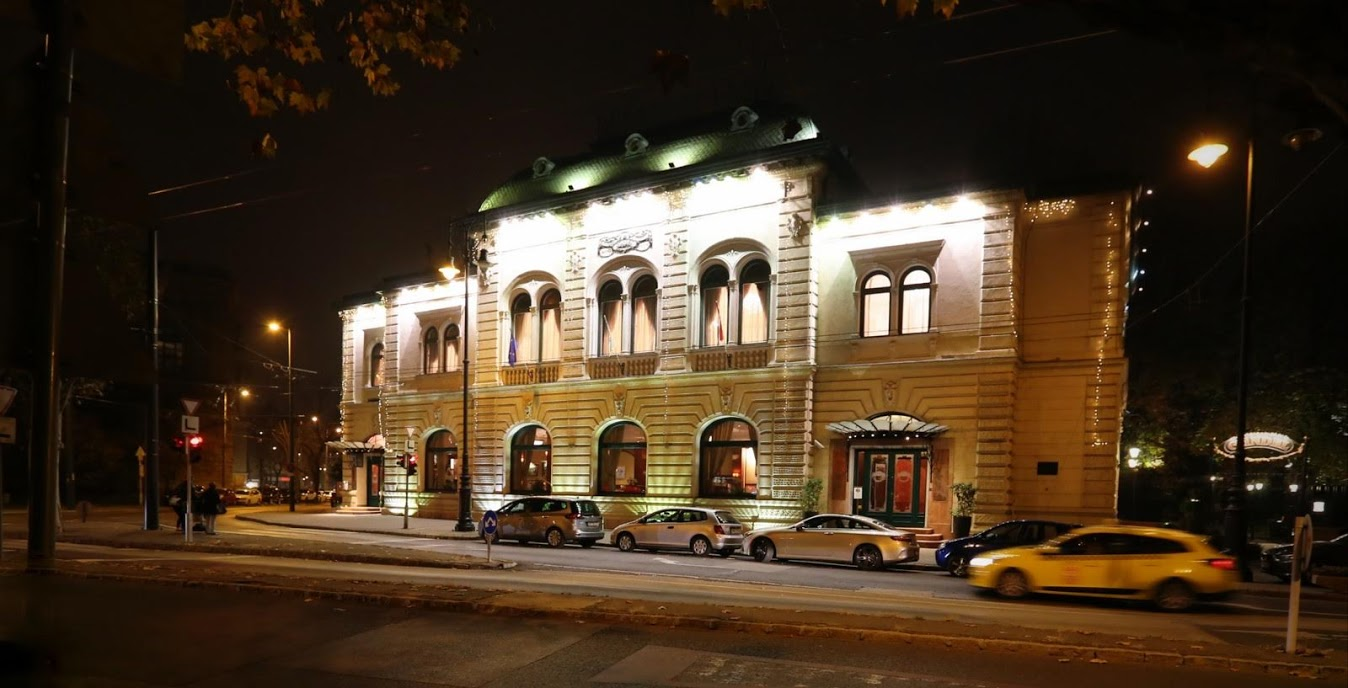
Az étterem esti kivilágításban
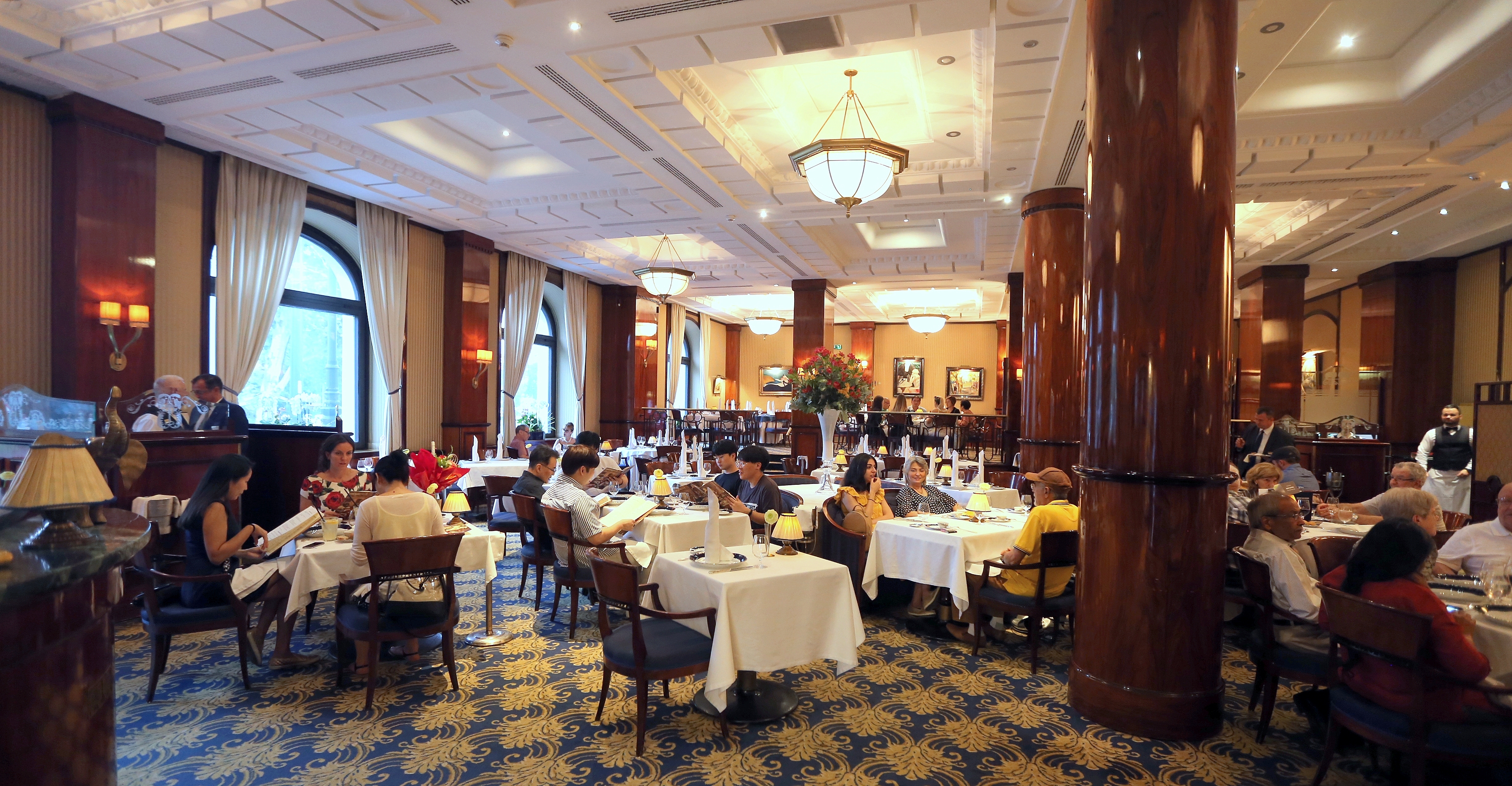
Az alsó helyiség
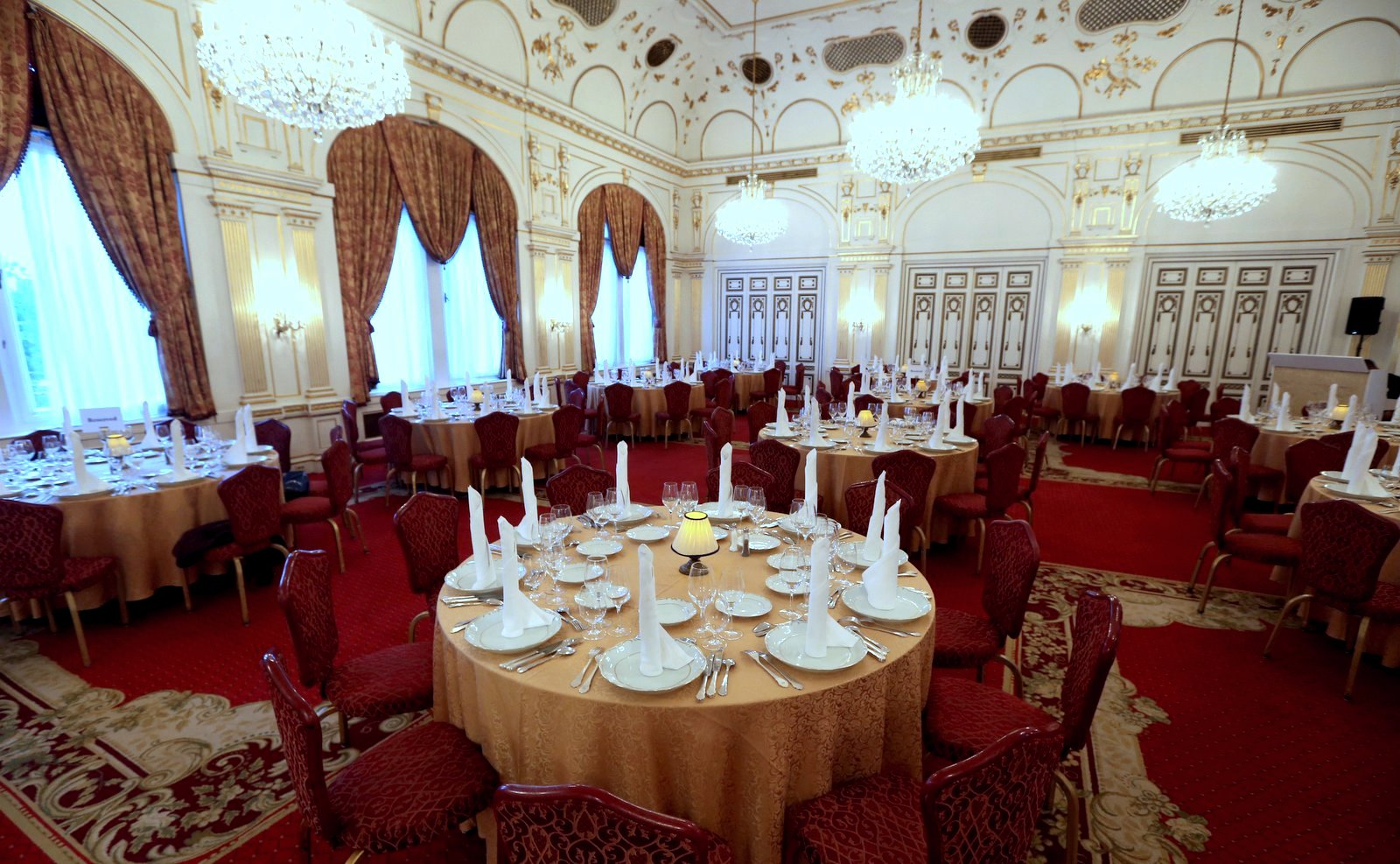
A felső helyiség

## Díjak, elismerések
- A 2011-es Gault Millau Ausztria étteremkalauzban 12 pontot kapott,[70] a 2012-es kiadásba azonban nem került be.[138]
- Best of Budapest Díj – Best Outdoor Dining Restaurant 2010, 2011, 2012, 2013
- Restaurant Magazin, 2002 – „A világ 50 legjobb éttermének egyike a Gundel”
- Condé Nast, Traveller – Ristoranti del mondo 2006 – „A Gundel a világ 10 legjobb éttermének egyike”
- Michelin Guide által ajánlott étterem 2006 – 2012 Top class comfort and pleasant restaurant category
- Magyar Turizmus Minőségi Díj 2006–2012, 2013–2016
- Time Out Magazin, A város legjobb vasárnapi ebédje 2010
- Best of Budapest Díj – Best Catering 2010
- Best of Budapest Díj – Best Restaurant in Budapest 2011
- Best of Budapest Díj – Best Iconic Place of Hungary 2011, 2012
- Best of Budapest Díj – Best Hungarian Restaurant 2012, 2013
- Magyar Brands üzleti és fogyasztói márkáinak toplistája 2012-ben 3. helyezés, 2013-ban 9. helyezés
- Budapest Business Journal – Fine Restaurant award 2012, 2013
- Magyar Örökség Díj, 1999 – Gundel Károly konyhaművészete és hagyományteremtő vendéglátó-kultúrája
- A Gundel étterem 2014-ben a Hungarikum Bizottság döntése alapján bekerült a Hungarikumok Gyűjteményébe.[2][130]

## Konfliktus a Gundel Kft. tevékenysége kapcsán 2019-ben
A Gundel gasztronómiai megújulásának folyamatát egy politikai akció megzavarta, amikor Orbán Viktor kommunikációért felelős munkatársa, Kaminski Fanny 2019 januárjában fényképet hozott nyilvánosságra Orbán Viktor miniszterelnök és Gulyás Gergely miniszterelnökséget vezető miniszter menzán történő étkezéséről, illusztrálandó, hogy bár valóban a luxusétterem főz rájuk a felújított új helyen, a Miniszterelnökségen az ott dolgozók egy menzán étkezhetnek. A cateringszerződés szerint a Gundel 2019. január 3-tól biztosítja a Karmelitában (vagy esetleg külső helyszíneken) tartott kormányüléseken a büfét. A cég megbízása a nettó 25 milliós keretösszeg kimerüléséig, de legfeljebb 2019. december 31-ig szól. A Gundel Kft. által üzemeltetett Karmelita Menza más éttermekhez képest aránytalanul alacsony árai (260 forintos somlói galuska, a máshol 1100–1600 forintos helyett itt 850 forintos ebédmenü) az ellenzék és a nyilvánosság nagy részében negatív visszhangot váltottak ki a közbeszédben. 

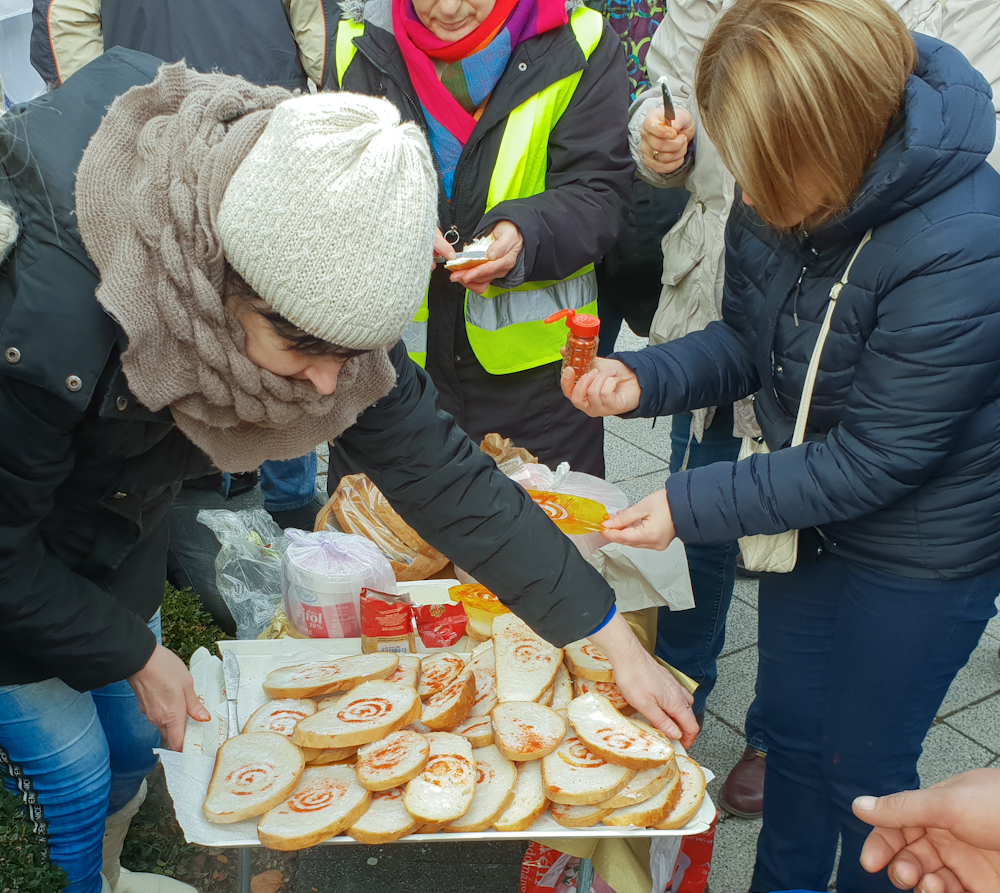
A Munkáspárt 2006 aktivistái disznózsírral megkent, pirospaprikával szórt O1G mémmel díszített és ízesített kenyeret osztanak a Gundel étterem bejárata előtt, 2019. január 19-én

Egy kapcsolódó demonstráció keretében 2019. január 19-én – a több mint 60 helyen zajló országos kormányellenes tüntetéssorozat keretében – a Munkáspárt 2006 párt aktivistái zsíros kenyeret osztottak közvetlenül az étterem bejárta előtt. A Mérce tudósítása szerint egy felszólaló kijelentette, hogy ma Magyarországon már Gundelek sincsenek, mert „itt pöffeszkedő, zabáló emberek vannak.” A húszfős tüntetésen felszólaló egyetemi hallgató szerint: „Sokan halálra fagynak, állami segítség helyett állami erőszakot kapnak, amikor Orbán urizálásának egyhavi költségéből rendbe lehetne tenni a budapesti hajléktalanhelyzetet. A fél ország nyomorog, miközben Orbán a Várban zabálja a somlóit olcsón.”
A zsíros kenyér kiosztása a szakszerű vendéglátást megzavarta, ezért a vendégei nyugalma érdekében az étterem zárva tartott. Peter Knoll a Gundel étterem vezetője szerint az étterem leértékelésével, erkölcsi hitelességének megkérdőjelezésével kommentelők hada szállt rá a Gundel étterem internetes felületeire. Mint elmondta, a menza és az étterem közötti árkülönbséget a helyszín, a séf személye, az alapanyagok és az ételek elkészítése, tálalása adja. Kóka János a Cellum Global Zrt. elnök-vezérigazgatója pedig úgy vélekedett a kommentelőkről: „Ami a Gundel körül megy, az ugyanolyan rosszízű, populista demagógia, mint ami ellen általában azok emelnek szót, akik most elárasztják az éttermet negatív kommentekkel”. A Magyar Szállodák és Éttermek Szövetsége mint szakmai szervezet, méltatlannak ítélte a Gundel elleni politikai támadássorozatot és nyilatkozatában egyetértett azzal, hogy a megbízást – a kiírás szerinti pályázaton – a Gundel Étterem nyerte el.

## Érdekesség
A Gundel-ház emeletén született Latinovits Zoltán.